# Moriz von Rauch (Papierfabrikant)

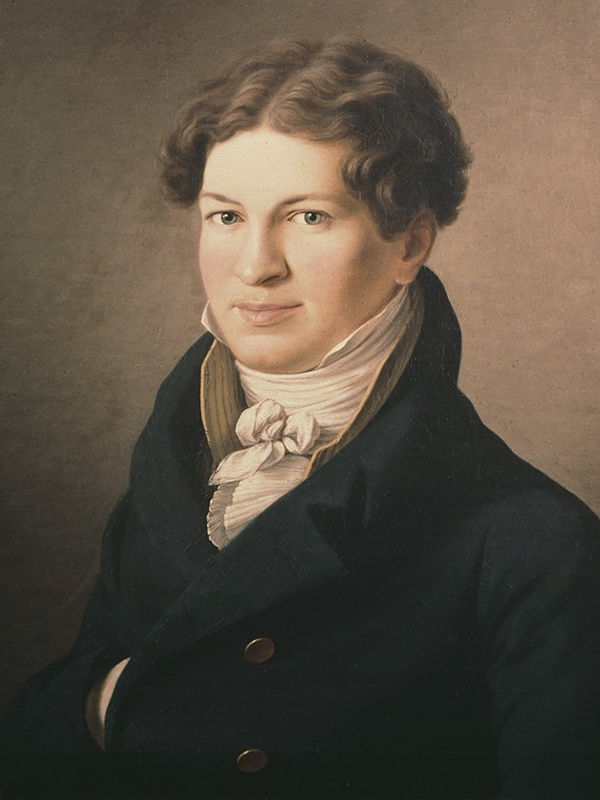
Moriz von Rauch (1815)

 Moriz von Rauch  (* 1. März 1794 in Heilbronn; † 1. Februar 1849 in Heilbronn; auch Moritz von Rauch) war Papierfabrikant in Heilbronn.
Den Gebrüdern Rauch gehörte bereits eine Tabak-, Öl- und Farbholzmühle mit angeschlossenem Handelsunternehmen, die ihr Großvater Johann Benjamin Rauch (1703–1776) gemeinsam mit Christian Becht im Jahre 1762 gegründet hatte. Ihr Vater Johann Max Moriz Rauch (1754–1818) wurde im Jahr 1808 geadelt. Um 1820 errichteten die Brüder Moriz und Adolf von Rauch ihre Papierfabrik Gebrüder Rauch, in der sie im Jahre 1823 eine englische Papiermaschine in Betrieb nahmen.

## Familie
Moriz von Rauch war seit 1820 mit Charlotte Katharina Wilhelmine Hauck (1797–1876) verheiratet und hatte mit dieser acht gemeinsame Kinder, darunter Friedrich von Rauch. Seine Schwester Emilie von Rauch (1795–1821) war mit Philipp Albrecht von Gemmingen (1782–1852) verheiratet. Moriz von Rauchs Tochter Helene von Rauch (1834–1908) heiratete Philipp und Emilies Sohn Moriz von Gemmingen (1817–1883).
Rauch bewohnte mit seiner Familie die Villa Rauch, trat diese jedoch nachdem fünf Kinder geboren waren an seinen Bruder Adolf ab und zog in das von seinem Vater und seinem Onkel erbaute Rauch’sche Palais.